# Spragueia grana
Spragueia grana là một loài bướm đêm trong họ Noctuidae.